# 1862 Apollo
Az 1862 Apollo a Földet megközelítő kisbolygó. Karl Wilhelm Reinmuth fedezte fel 1932-ben. Ahogyan a Hungaria kisbolygók külön dinamikai családot képeznek a kisbolygó-öv belső szélén, úgy alkotnak dinamikai családot az Apollo kisbolygók is. Ebbe az Apollo kisbolygó-családba tartozik az 1566 Icarus kisbolygó is.

## Holdja van
2005. november 4-én az Arecibói Obszervatóriumban radarmérésekkel felfedezték, hogy kísérője van. A kishold mindössze 80 méteres átmérőjű égitest és 3 km-es pályán kering az Apollo körül.